# Зелёный Гай (Ровненская область)
Зелёный Гай (укр. Зелений Гай) — село в Варковичской сельской общине Дубенского района Ровненской области Украины.
Население по переписи 2001 года составляло 253 человека. Почтовый индекс — 35612. Телефонный код — 3656. Код КОАТУУ — 5621680802.